# دولیانی (یابلانیتسا)
دولیانی (به لاتین: Doljani) یک منطقهٔ مسکونی در بوسنی و هرزگوین است که در فدراسیون بوسنی و هرزگوین واقع شده‌است. دولیانی ۱٫۰۴۹ نفر جمعیت دارد.